# Bob Foster
Alfred Robert Foster, conegut com a Bob Foster   (Gloucestershire, 16 de març de 1911 - Anglaterra, 22 de març de 1982), fou un pilot de motociclisme anglès que va guanyar el Campionat del Món de 350cc de 1950.

## Carrera esportiva
Foster va començar a competir en motociclisme el 1932 i aviat se'l va conèixer com al Cheltenham Flyer ("el volador Cheltenham"). Pilot polivalent, va competir en diverses modalitats com ara el trial i el motocròs, però va assolir els seus principals èxits a les curses de velocitat. Va córrer amb una New Imperial al Manx Grand Prix els anys 1933 i 1934 i hi va quedar segon a la cursa Lightweight el 1934. Va debutar al TT de l'Illa de Man amb una New Imperial el 1935, però no va poder acabar la cursa.
Foster va guanyar la seva primera cursa al TT de l'illa de Man l'any següent amb una New Imperial, també a la categoria Lightweight TT, després d'una dura lluita amb Stanley Woods (DKW) fins que l'irlandès es va retirar a l'última volta. Foster va aconseguir així la victòria i va establir el rècord de velocitat mitjana a 76,28 mph (122,76 km/h). La seva victòria de 1936 a Man amb una New Imperial de motor unitari va ser la darrera en aquesta cursa d'una motocicleta britànica en la categoria Lightweight. La fàbrica New Imperial va retirar el seu suport oficial a les curses després de 1936 i Foster va passar a pilotar una AJS R7 350cc de 1937 a 1939. Participà al TT de 1939 patrocinat per Archers of Aldershot, una botiga de motocicletes propietat pel pare del seu company de competicions Les Archer.
Un cop es van reprendre les competicions d'esports de motor després del final de la Segona Guerra Mundial, Foster va guanyar la primera cursa al TT de l'illa de Man de la postguerra, la Junior TT de 1947, a una velocitat mitjana de 80,31 mph (129,24 km/h) amb una Velocette i va acabar quatre minuts per davant del segon classificat. El 1948 va acabar segon darrere de Freddie Frith a la mateixa categoria.
A la cursa Senior TT de 1949, Foster va establir el rècord de volta ràpida a 25 minuts i 14 segons (89,75 mph, 144,43 km/h) amb una Moto Guzzi i liderava la cursa amb 57 segons d'avantatge quan es va haver de retirar per problemes mecànics. Després del TT va competir amb una Velocette al primer campionat del món de motociclisme, el de 1949, i va acabar-hi segon darrere de Freddie Frith al Dutch TT i al Gran Premi de Bèlgica.
Foster va tenir la seva temporada més reeixida el 1950, en què va haver de lluitar contra el poderós equip de curses de Norton, que disposava de la famosa Norton Manx amb xassís Featherbed 'llit de plomes' i de pilots com ara Artie Bell i Geoff Duke. Després que l'equip Norton comencés la temporada obtenint les tres primeres posicions al TT de Man, Foster va sorprendre'ls tot guanyant el Gran Premi de Bèlgica per davant de Bell i Duke. Va seguir amb sengles victòries al Dutch TT i al Gran Premi de l'Ulster, així com un segon lloc al Gran Premi de Suïssa que li acabaren atorgant el campionat mundial de 350cc.
Foster es va retirar després del TT de Man de 1951 i es va establir a Dorset, on regentà sengles garatges a Blandford i Parkstone.

## Resultats al Mundial de motociclisme
Fonts:
Barem de puntuació de 1949:
| Posició | 1  | 2 | 3 | 4 | 5 | Volta ràpida |
| Punts   | 10 | 8 | 7 | 6 | 5 | 1            |

Barem de puntuació de 1950 a 1968:
| Posició | 1 | 2 | 3 | 4 | 5 | 6 |
| Punts   | 8 | 6 | 4 | 3 | 2 | 1 |

(Ids. Grans Premis | Llegenda) (Curses en negreta indiquen pole; curses en  itàlica indiquen volta ràpida)
| Any  | Categoria | Equip      | 1      | 2     | 3      | 4     | 5     | 6      | 7     | 8     | Punts | Posició | Victòries |
| ---- | --------- | ---------- | ------ | ----- | ------ | ----- | ----- | ------ | ----- | ----- | ----- | ------- | --------- |
| 1949 | 350cc     | Velocette  | IOM 6  | CH -  | NED 2  | BEL 2 | ULS - |        |       |       | 16.5  | 3r      | 0         |
| 1949 | 500cc     | Moto Guzzi | IOM NC | CH -  | NED -  | BEL - | ULS - | NAT -  |       |       | 0     | -       | 0         |
| 1950 | 350cc     | Velocette  | IOM NC | BEL 1 | NED 1  | CH 2  | ULS 1 | NAT -  |       |       | 30    | 1r      | 3         |
| 1950 | 500cc     | Moto Guzzi | IOM NC |       |        |       |       |        |       |       | 0     | -       | 0         |
| 1950 | 500cc     | AJS        |        | BEL 7 | NED -  | CH -  | ULS - | NAT 15 |       |       | 0     | -       | 0         |
| 1951 | 250cc     | Velocette  |        | CH -  | IOM NC |       |       | FRA -  | ULS - | NAT - | 0     | -       | 0         |
| 1951 | 350cc     | Velocette  | ESP -  | CH -  | IOM 6  | BEL - | NED - | FRA -  | ULS - | NAT - | 1     | 16è     | 0         |